# St. James City
St. James City es un lugar designado por el censo (en inglés, census-designated place, CDP) ubicado en el condado de Lee, Florida, Estados Unidos. Según el censo de 2020, tiene una población de 3876 habitantes.
Está situado al sur de la isla de Pine. 

## Geografía
La localidad está ubicada en las coordenadas 26°32′33″N 82°6′7″O / 26.54250, -82.10194. Según la Oficina del Censo de los Estados Unidos, St. James City tiene una superficie total de 43.21 km², de la cual 37.83 km² corresponden a tierra firme y 5.38 km² son agua.

## Economía
St. James City no tiene playas, pero igualmente ha desarrollado hasta cierto punto la actividad turística. Los residentes y visitantes se sienten atraídos por su carácter rural natural, su atmósfera de pueblo pequeño y las posibilidades de navegación que ofrecen sus marinas.

## Demografía
Según el censo de 2020, hay 3876 personas residiendo en St. James City. La densidad de población es de 102.46 hab./km². El 93.37% de los habitantes son blancos, el 0.39% son afroamericanos, el 0.18% son amerindios, el 0.44% son asiáticos, el 1.03% son de otras razas y el 4.59% son de una mezcla de razas. Del total de la población, el 3.69% son hispanos o latinos de cualquier raza.